# کامبیز شیخ‌حسنی
کامبیز شیخ‌حسنی (زادهٔ ۱۳۴۰ در تهران اصالت طالقانی  )، دیپلمات ارشد وزارت امور خارجه و سفیر ایران در کشورهای نیوزیلند، استرالیا ، کانادا و کوبا، مشاور ارشد وزیر امور خارجه را در کارنامه خود دارد.
کامبیز شیخ‌حسنی دانش‌آموختهٔ دکترای علوم سیاسی شاخه روابط بین‌الملل از دانشکده امور بین الملل وزارت امورخارجه می‌باشد.

## سوابق کاری
- سفیر جمهوری اسلامی ایران در ولینگتون نیوزیلند
- سفیر جمهوری اسلامی ایران در کانبرا استرالیا
- کاردار جمهوری اسلامی ایران در اتاوا کانادا
- مشاور ارشد وزیر امور خارجه جمهوری اسلامی ایران
- مشاور امور بین‌الملل معاون سازمان برنامه و بودجه
- سفیر جمهوری اسلامی ایران در هاوانا کوبا از آبان ۱۳۹۳
- سفیر آکردیته جمهوری اسلامی ایران در جامائیکا